# Beine-Nauroy
Beine-Nauroy település Franciaországban, Marne megyében. Lakosainak száma 987 fő (2022. január 1.). Beine-Nauroy Berru, Époye, Nogent-l’Abbesse, Pontfaverger-Moronvilliers, Prosnes, Prunay, Selles és Val-de-Vesle községekkel határos.

## Népesség
A település népességének változása:
| Lakosok száma | 419  | 545  | 718  | 1036 | 1052 | 1028 | 1010 | 995  | 992  | 987  |
|               | 1968 | 1982 | 1990 | 2006 | 2013 | 2015 | 2017 | 2019 | 2020 | 2022 |